# Югра-Самотлор
Югра-Самотлор — російський чоловічий волейбольний клуб із міста Нижньовартовська.

## Історія

### Тренери
- Юрій Мельничук
- Валерій Пясковський[1]

### Гравці
- Дмитро Бабков[2]
- Владислав Діденко[3]
- Ігор Коваликов[3]
- Вадим Лихошерстов[4]
- Юрій Синиця[5]
- Юрій Цепков[3]